# 시지기움속
시지기움속은 도금양과의 속이다. 2019년 기준 1,100여 종이 시지기움속에 속한다.

## 하위 종
다음은 일부 시지기움속 식물 목록이다.
- 라이베리(S. luehmannii)
- 로즈애플(S. jambos)
- 마젠타체리(S. paniculatum)
- 말레이애플(S. malaccense)
- 부시체리(S. australe)
- 살람(S. polyanthum)
- 염부나무(S. cumini)
- 워터베리(S. cordatum)
- 워터애플(S. aqueum)
- 워터페어(S. guineense)
- 자바애플(S. samarangense)
- 정향나무(S. aromaticum)